# براکتون (پنسیلوانیا)
براکتون (به انگلیسی: Brockton) یک منطقهٔ مسکونی در ایالات متحده آمریکا است که در شهرستان اسکولکل، پنسیلوانیا واقع شده‌است. براکتون ۲۳۷٫۱۴ متر بالاتر از سطح دریا قرار دارد.